# Hummelsee (Deilingen)
Der Hummelsee ist ein See südwestlich des Ortes Deilingen auf der Schwäbischen Alb. Mitten im See befindet sich eine kleine Insel.

## Geographie

### Lage
Der Hummelsee liegt auf ca. 810 m ü. NHN etwa einen Kilometer südwestlich der Ortsmitte von Deilingen im Landkreis Tuttlingen und etwa einen halben nordwestlich von dessen Teilort Delkhofen am untersten Ostabfall des Oberhohenbergs (1010 m ü. NHN) ins Tal des Mühlbachs, des ersten bedeutenden Zuflusses der Unteren Bära auf dem Großen Heuberg. Der See mit etwa einen Hektar Fläche liegt im spitzen Mündungskeil des nur etwa 650 Meter langen Bachs vom Tiefen Brunnen (ca. 825 m ü. NHN) her, der ihn über einen Vorteich mit weniger als ein Zehntel seiner Fläche speist, und der gleich unterhalb des Sees in den insgesamt etwa 1,8 km langen Lauterbach mündet, welcher dann schon weniger als 400 Metern weiter abwärts den Zufluss Mühlbach der Unteren Bära erreicht.
Der See, ungefähr von der Form eines breiten Rechtecks, dem man die Ostspitze in den Mündungskeil spitz herausgezogen hätte, liegt an einem flachen Wiesenhang und wird an den beiden langen Ufern im Nordosten und Südosten zu den beiden Bächen zu von einer Baumreihe gesäumt, vor welcher jeweils ein Feldweg läuft, ebenso am Südwestufer. Aufwärts gegen den Tiefen Brunnen zu steht in der Nebentalmulde flächenhaft ein aufgelockertes Gehölz.
Auf dem lokalen Messtischblatt von 1911 ist an der Stelle des Sees Wiesenschraffur eingetragen.

### LUBW
Amtliche Online-Gewässerkarte mit passendem Ausschnitt und den hier benutzten Layern: Hummelsee und Umgebung

Allgemeiner Einstieg ohne Voreinstellungen und Layer: Daten- und Kartendienst der Landesanstalt für Umwelt Baden-Württemberg (LUBW) (Hinweise)
1. 1 2  Höhe nach dem Höhenlinienbild auf dem Hintergrundlayer Topographische Karte.
2. 1 2  Seefläche nach dem Layer Stehende Gewässer.
3. 1 2 3  Dimensionen abgemessen auf dem Hintergrundlayer Topographische Karte.

### Andere
1. ↑  Friedrich Huttenlocher: Geographische Landesaufnahme: Die naturräumlichen Einheiten auf Blatt 178 Sigmaringen. Bundesanstalt für Landeskunde, Bad Godesberg 1959. → Online-Karte (PDF; 4,3 MB)